# Casanay
Casanay est le chef-lieu de la municipalité d'Andrés Eloy Blanco dans l'État de Sucre au Venezuela.